# Minami-Yamato Nunatak-Gun
Minami-Yamato Nunatak-Gun är en nunatak i Antarktis. Den ligger i Östantarktis. Norge gör anspråk på området. Toppen på Minami-Yamato Nunatak-Gun är 2 179 meter över havet.
Terrängen runt Minami-Yamato Nunatak-Gun är huvudsakligen platt, men norrut är den kuperad. Trakten är obefolkad. Det finns inga samhällen i närheten.